# Mensur (Musik)
Mensur bezeichnet im Musikinstrumentenbau die Abmessungen und Maßverhältnisse von Musikinstrumenten oder Teilen davon.

## Bedeutung
In der Mensur drückt sich die Grundsatzentscheidung für eine bestimmte Klangcharakteristik aus. In Begleittexten zur Historischen Aufführungspraxis bei Alter Musik liest man häufig von Violinen, Posaunen usw. „alter Mensur“: Dieses besagt, dass es sich um Nachbauten historischer Vorbilder mit den ihnen eigenen Abmessungen handelt.

## Mensur bei Saiteninstrumenten
Bei Saiteninstrumenten bezeichnet die Mensur
- im engeren Sinne die frei schwingende Länge der (leeren) Saiten, gemessen zwischen dem Sattel und dem Steg des Instruments;
- bei Bundinstrumenten auch die Maßverhältnisse der Grifffelder, wobei man große und kleine Mensur sowie reine und unreine Mensur unterscheiden kann;
- im weiteren Sinne grundlegende Abmessungen wie Halslänge, Zargenhöhe, Korpusbreite usw.

## Mensur bei Blasinstrumenten

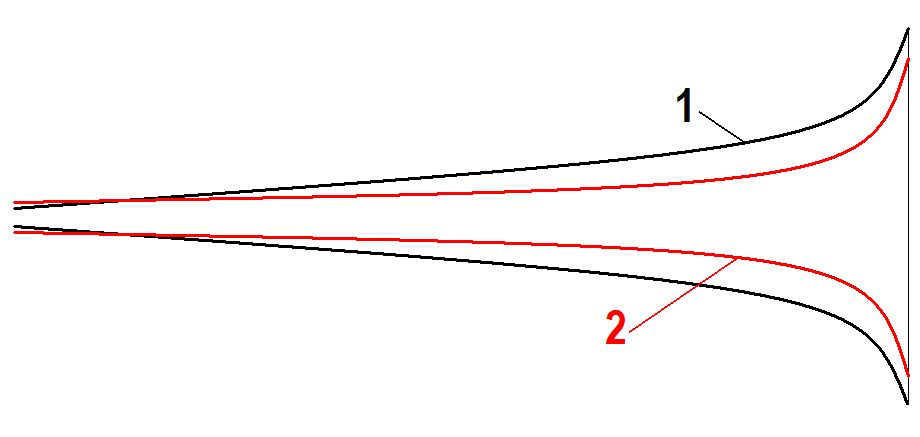
Verschiedene Mensurtypen bei Blechblasinstrumenten:
1 weitmensuriert; 2 engmensuriert

Bei Blasinstrumenten bezeichnet die Mensur das Verhältnis der Weite zur Länge des Rohrs oder die Abmessung des Mundstückes:
- Engmensuriert − Das Mundrohr ist leicht konisch (Naturtrompete) oder zylindrisch (viele Posaunen), ca. 60 % der Gesamtlänge sind zylindrisch, der Schalltrichter ist weit geöffnet.
- Mittelmensuriert − Das Mundrohr und das Schallstück sind lang und stark konisch, zylindrische Anteile relativ kurz; z. B. wie beim Waldhorn ca. 30 % der Gesamtlänge, der Schalltrichter ist weit ausladend.
- Weitmensuriert − Die Mensur ist bis auf wenige Anteile durchgehend stark konisch, der Schalltrichter wenig ausladend; z. B. wie beim Flügelhorn, beim Tenorhorn, beim Bariton und bei der Tuba.

Bei Blasinstrumenten beeinflusst die Mensur zwei wichtige klangliche Aspekte:
1. Das Frequenzspektrum des erzeugten Tons wird umso obertonreicher, je enger die Mensur ist. Eng mensurierte Instrumente wie z. B. Trompete und Posaune haben einen schärferen, durchdringenderen Ton, was durch den größeren Anteil von harmonischen Teiltönen hervorgerufen wird. Weit mensurierte Instrumente weisen einen weicheren Ton auf, da hier einige Obertöne nicht oder kaum verstärkt werden.
2. Die Tonhöhe lässt sich daher ohne deutlich wahrnehmbare Einschränkung der Obertonskala bei weitmensurierten Instrumenten mehr korrigieren, als bei eng mensurierten Instrumenten. Den klarsten/reinsten Klang erreicht der Bläser, wenn sein Lippengewebe gleichmäßig in exakt der von der Rohrlänge bestimmten Frequenz schwingt, sich also bei der Initialisierung der Welle die Frequenz der Lippen durch Resonanz auf eine der Eigenfrequenzen der Luftsäule im Instrument einstellt. Ist diese Übereinstimmung gegeben, erzielt der Ton den größtmöglichen Obertonanteil. Weicht der Bläser zur Korrektur der Intonation davon ab, verringert sich durch diese Frequenzmanipulation der Anteil an Obertönen. Je mehr sich die Mensur einem rechteckigen Verlauf annähert, desto geringer wird die Möglichkeit, den Endpunkt der  stehenden Welle im Schallbecher zu variieren. Dies ist z. B. beim Vergleich von Trompete (zylindrisch) und Flügelhorn (konisch) gut nachzuvollziehen. Weit mensurierte Tuben oder Baritone lassen bei der Intonationskorrektur ebenfalls mehr Spielraum, da die stehende Welle im Schallbecher mittels der Strömungsgeschwindigkeit der Luft bei der Initialisierung und des Verhältnisses von Spaltgröße und Muskelspannung des Ansatzes mehr verändert werden kann.

Geringfügige Korrekturen der Intonation sind in jedem Fall notwendig, damit der Bläser Unsauberkeiten der Naturtonskala des Instrumentes, aber auch die Höhe (Frequenz) des Tones in seiner jeweiligen Funktion innerhalb der Harmonie ausgleichen kann. Es gilt folgende Faustregel: Dur = Terz tief, Quinte hoch, Moll = Terz hoch, Quinte tief. Um den Ton ohne klangliche Einschränkung zu intonieren, werden moderne Blechblasinstrumente zunehmend mit triggerbaren Stimmzügen angeboten. Die Grundintonation des Instrumentes sowie die Intonation der Ventile sollte grundsätzlich immer im obertonreichen Optimum des Tones, also ohne Manipulation der Schwingung bei der Initialisierung des Tones durch den Bläser, durch Korrektur der Rohrlängen am Instrument (Stimmzüge) erfolgen. Die Tonhöhe wird ausschließlich durch die Rohrlänge und die Temperatur der Luft (Dichte) bestimmt, nicht durch die Weite (Mensur) des Instrumentes. Daher verändert sich bei gleicher Temperatur die Intonation des Instrumentes nicht.

## Mensur bei Orgelpfeifen
Im Orgelbau bezeichnet Mensur vor allem die Maßverhältnisse bei Orgelpfeifen. Der Klangcharakter der Pfeifen wird wesentlich durch ihre jeweilige Mensur geprägt, die meist durch relative Längenverhältnisse ausgedrückt wird (relative Mensur). Der Begriff bezeichnet
- allgemein die Festlegung aller Maße der Einzelteile einer Pfeife und der Verlauf dieser Maße über eine Pfeifenreihe (Register).
- im engeren Sinne die „Weitenmensur“, also das Verhältnis des Durchmessers zur Länge der Pfeife, das zwischen 1:5 und 1:30 variieren kann.[1] Die Weitenmensur ist die wichtigste Mensur im Orgelbau, aus ihr ergibt sich die Einteilung in „eng“, „mittel“ oder „weit“ mensurierte Register. Weite Mensuren liefern einen eher weichen und grundtönigen, enge Mensuren einen schärferen und obertönigeren Klang.[1]

Darüber hinaus werden auch die Abmessungen der Tasten der Klaviaturen mit dem Begriff Mensur beschrieben.